# 강신범
강신범(1969년 1월 1일 ~ )은 대한민국의 배우이다.

## 학력
- 동산고등학교 졸업
- 한양대학교 사학과 중퇴

## 출연

### 방송

#### 드라마
- 1988년 KBS 1TV 《사랑이 꽃피는 나무》
- 1995년 SBS 《모래시계》 - 박창민 역
- 1997년 SBS 《아름다운 그녀》 - 상구 역
- 2006년 SBS 《연개소문》 - 뇌음신 역

#### 예능
- 《슈퍼 TV 일요일은 즐거워 - 출발 드림팀》(KBS2, 2001년)

### 영화
- 1990년 《땡칠이와 쌍라이트》
- 1991년 《장군의 아들 2》 - 사꼬야 역
- 1992년 《장군의 아들 3》 - 사꼬야 역
- 1993년 《물랭 루즈》 - 현우 역
- 1993년 《투캅스》 - 나변태 역
- 1995년 《사랑하기 좋은 날》
- 1995년 《아찌 아빠》
- 1996년 《피아노 맨》 - (우정 출연)